# Biotinilacija histonov
V biokemiji je biotinilacija proces, pri katerem se kovalentno veže molekula biotina na površino tarčne molekule.Histoni so lahko kovalentno modificirani tudi z vitaminom biotinom. 
Verjetno se biotinilirajo le lizini na vseh znanih histonih. Tudi biološka funkcija biotinilacije še ni popolnoma znana, čeprav je znanih nekaj funkcij biotinilacije. Znano je da se biotinilacija histonov poveča ob odgovoru na celično proliferaciji človeških limfocitov . Biotinilacija poraste že v G1 fazi celičnega cikla in se še poveča skozi kasnejše cikle (S, G2 in M). Pri pacientih ki so oboleli za boleznijo »halocarboxylase synthetase deficiency« so opazili, da je zmožnost biotinilacije histonov zelo zmanjšana . Raziskave te bolezni so pokazale, da se pri teh osebkih količina biotinilacije ni spreminjala med celičnimi cikli, je pa se spreminjala pri zdravih osebkih .
Študije na piščancih so dokazale, da je količina biotiniliranih histonov veliko višja v transkripcijsko neaktivnem kromatinu . To je dokaz da biotin sodeluje pri utišanju genske ekspresije. Znano je tudi da se biotinilacija histonov poveča ob celičnem odzivu na poškodbe DNA  Z poskusi so dokazali, da se biotinilacija histonov poveča ob izpostavitvi celic UV svetlobi in ob prelomu dvojne vijačnice DNA. V bistvu sta ta dva poskusa dokazala, da je biotinilacija histonov signal da je DNA poškodovana. Predvidevajo pa tudi, da druge poškodbe DNA povzročijo biotinilacijo histonov. Ni pa še znano ali je biotinilacija histonov tudi mehanizem, ki vodi k popravilu DNA oz. v apoptozo celice.